# Augusta Zofia Hanowerska
Augusta Zofia Hanowerska (ur. 8 listopada 1768 w Londynie; zm. 22 września 1840 w Londynie) – księżniczka Wielkiej Brytanii i Irlandii, księżniczka Hanoweru, księżniczka Brunswick-Lüneburg.

## Życiorys
Agusta Zofia urodziła się w pałacu Buckingham w Londynie, jako szóste dziecko i druga córka Jerzego III Hanowerskiego i jego żony Zofii Charlotty Mecklenburg-Strelitz.
Zmarła 22 września 1840 w Clarence House w Londynie. Została pochowana w kaplicy św. Jerzego w Windsorze.